# East Rail Line
East Rail Line – zelektryfikowana, dwutorowa linia metra w Hongkongu, biegnąca z południa na północ i północny zachód, łącząca półwysep Koulun z dzielnicą North i granicą z Chinami. Większość trasy przebiega na powierzchni ziemi. Ma ona 34 km, znajduje się na niej 14 stacji, a czas przejazdu wynosi 45 min. Codziennie pociągami tej linii podróżuje przeszło 1 mln osób.

## Historia
East Rail Line była pierwszą linią kolejową systemu komunikacji miejskiej w Hongkongu. Rozpoczęła działalność w 1910 r. pod nazwą Kowloon-Canton Railway. Początkowo miała 34 km długości, a jej funkcjonowaniem zarządzał rząd Hongkongu. Od 1982 r. zajmowała się tym publiczna spółka Kowloon-Canton Railway Corporation. W 1983 r. przeprowadzono elektryfikację i modernizację linii, wprowadzając przy tym podwójne torowisko na całej długości. W późniejszym okresie dobudowano także nowy odcinek pomiędzy stacjami Sheung Shui i Lok Ma Chau. Od 2 grudnia 2007 r. zarząd nad linią pełni spółka Mass Transit Railway Corporation.

### Projekt przedłużenia linii
W 2012 r. rozpoczęto realizację projektu, mającego na celu przedłużenie East Rail Line w kierunku południowym. Nowy odcinek ma mieć 6 km długości i dotrzeć do stacji Admiralty, położonej na wyspie Hongkong. Na stacji tej łączą się już dwa inne ciągi komunikacyjne: Tsuen Wan Line i Island Line. Inwestycja ma zostać zakończona do roku 2020.

## Przebieg linii
Linia rozpoczyna się na półwyspie Koulun, w Hung Hom, będącym częścią dzielnicy Kowloon City. Następnie biegnie na północ tunelem pod wzgórzem Beacon Hill. W dzielnicy Sha Tin skręca na północny wschód w kierunku zatoki Plover, a następnie wzdłuż jej zachodnich brzegów na północny zachód. W dzielnicy North dzieli się na dwa rozgałęzienia. Jedno z nich biegnie na północ, w kierunku stacji Lo Wu, a druga na zachód, do stacji Lok Ma Chau. Na trasie przejazdu znajduje się 14 stacji, przy czym jedna z nich, zlokalizowana w pobliżu toru wyścigów konnych Sha Tin, czynna jest wyłącznie w dniu rozgrywania wyścigów. Linię przecinają trzy inne: na stacji Hung Hom West Rail Line, na stacji Kowloon Tong Kwun Tong Line, a na stacji Tai Wai Ma On Shan Line. Północne stacje końcowe trasy: Lo Wu i Lok Ma Chau mają połączenie z metrem w Shenzhen, odpowiednio z liniami: 1 i 4.